# 埃里克·佩特森
埃里克·佩特森（英語：Eric Paterson，1929年9月11日—2014年1月14日），加拿大男子冰球运动员，场上位置是守门员。他曾代表加拿大参加1952年冬季奥林匹克运动会冰球比赛，获得一枚金牌。